# Острів Усамітнення
О́стрів Усамі́тнення (рос. Остров Уединения) — острів у центральній частині Карського моря. Висота острова до 25 м, площа (разом із піщаними косами) близько 20 км. Складний піщаними відкладеннями. Поверхня вкрита тундровою рослинністю. Західна частина острова піднесена, західний берег обривистий. На схід поверхня острова поступово знижується. Короткі струмки стікають на схід і впадають у Північну лагуну. Найбільший — струмок Йогансена, завдовжки близько 2,5 км. Острів Усамітнення входить до складу Красноярського краю.

## Зміст
Острів Усамітнення відкритий 26 серпня 1878 року норвезьким капітаном Едваром Йоганнесом під час промислу на звіробійній шхуні «Нордланд» і назвали ним норвезьким ім'ям норв. Ensomheden («усамітнення») через ізольоване положення.
7 вересня 1934 року експедиція на криголамному пароплаві «Садко», у супроводі криголама «Єрмак», заснувала на острові полярну станцію. Обладнання та персонал були призначені для станції на мисі Олов'яний (Північна Земля), але льодова обстановка не дозволила туди пробитися і за розпорядженням Головсевморпуті місце розвантаження було перенесено.
Під час німецько-радянської війни, 8 вересня 1942 року, німецький підводний човен U-251 капітан-лейтенанта Тімма сплив поряд з островом і артилерійським вогнем зруйнував будівлю станції і продовольчий склад не було. Це була однією з останніх атак, вчинених Крігсмаріне під час операції «Вундерланд».
Полярну станцію закрито 1996 року.
У 2022 відновлено метеорологічні спостереження на острові Усамітнення в Карському морі. 7 серпня 2022 року встановлено автоматичну метеорологічну станцію (АМС).